# María Josefa Aguirre
María Josefa Aguirre de Vasilicos (Buenos Aires, 3 de agosto de 1858 - Buenos Aires, 27 de agosto de 1913), también llamada Pepita, fue una destacada escultora argentina perteneciente a la alta sociedad de Buenos Aires que es considerada como la primera escultora del país, rol que ha sido recuperado en los últimos años.

## Biografía
María Josefa Aguirre de Vasilicos nació en Buenos Aires el 3 de agosto de 1858. Era hija del coronel José María Aguirre, quien había participado de las guerras de la Independencia y en la campaña del Brasil; y de María de las Mercedes Manterola.
Se casó con el Cónsul General de Grecia en Argentina, Petros Vasilicós, con el que viajó por Europa, donde al poco tiempo su esposo tuvo problemas mentales, quedando internado en un hospital cerca de París. En esta ciudad vivió por largos periodos de tiempo, intercalados con viajes a Argentina. Luego de vivir allí varios años, comenzó a viajar por temporadas a Buenos Aires. Durante su estadía en Europa comenzó a estudiar escultura, empleando un estilo academicista y empleando el naturalismo que estaba de moda en Europa en ese momento. Es considerada la primera escultora argentina.
En Buenos Aires participó en varias exposiciones de arte, como: la Exposición Nacional de 1871; en 1882 obtuvo una Obtuvo Medalla de Plata en la Exposición Continental de 1882, en la cual presentó un retrato bordado en seda del presidente Julio Argentina Roca; el Salón del Ateneo de Buenos Aires en 1893, 194 y 1897; y a la Sociedad Artística de Aficionados en 1905. Algunas de sus obras son “Dulce recuerdo”, “La modestia”, “Bartolomé Mitre”, “Guillermo Rawson” y un busto de su padre, el coronel José María Aguirre. Una imagen suya fue ubicada en 1887 en la fachada de la iglesia de la Virgen de Lujan, colocada con motivo de su Coronación Pontificia de dicha virgen. También realizó y donó el monumento a Cristóbal Colón llamado "El genio de Colón mostrándole el camino a las Indias" que se encuentra en la Plaza Coronel Martín de Irigoyen de Buenos Aires.
También se destacó por su actividad filantrópica. En 1888 comenzó a formar parte de la Sociedad de Beneficencia. También participó de asociaciones filantrópicas religiosas, así como en representación del gobierno argentino.
Falleció en Buenos Aires el 27 de agosto de 1913.